# Bert Theis
 (avril 2023).
 (avril 2023).
La mise en forme du texte ne suit pas les recommandations de Wikipédia : il faut le « wikifier ».
Les points d'amélioration suivants sont les cas les plus fréquents. Le détail des points à revoir est peut-être précisé sur la page de discussion.
- Les titres sont pré-formatés par le logiciel. Ils ne sont ni en capitales, ni en gras.
- Le texte ne doit pas être écrit en capitales (les noms de famille non plus), ni en gras, ni en italique, ni en « petit »…
- Le gras n'est utilisé que pour surligner le titre de l'article dans l'introduction, une seule fois.
- L'italique est rarement utilisé : mots en langue étrangère, titres d'œuvres, noms de bateaux, etc.
- Les citations ne sont pas en italique mais en corps de texte normal. Elles sont entourées par des guillemets français : « et ».
- Les listes à puces sont à éviter, des paragraphes rédigés étant largement préférés. Les tableaux sont à réserver à la présentation de données structurées (résultats, etc.).
- Les appels de note de bas de page (petits chiffres en exposant, introduits par l'outil «  Source ») sont à placer entre la fin de phrase et le point final[comme ça].
- Les liens internes (vers d'autres articles de Wikipédia) sont à choisir avec parcimonie. Créez des liens vers des articles approfondissant le sujet. Les termes génériques sans rapport avec le sujet sont à éviter, ainsi que les répétitions de liens vers un même terme.
- Les liens externes sont à placer uniquement dans une section « Liens externes », à la fin de l'article. Ces liens sont à choisir avec parcimonie suivant les règles définies. Si un lien sert de source à l'article, son insertion dans le texte est à faire par les notes de bas de page.
- La présentation des références doit suivre les conventions bibliographiques. Il est recommandé d'utiliser les modèles {{Ouvrage}}, {{Chapitre}}, {{Article}}, {{Lien web}} et/ou {{Bibliographie}}. Le mode d'édition visuel peut mettre en forme automatiquement les références.
- Insérer une infobox (cadre d'informations à droite) n'est pas obligatoire pour parachever la mise en page.

Pour une aide détaillée, merci de consulter Aide:Wikification.
Si vous pensez que ces points ont été résolus, vous pouvez retirer ce bandeau et améliorer la mise en forme d'un autre article.
Bert Theis est un artiste luxembourgeois. Il se fait connaître lors de la Biennale de Venise de 1995, au sein de laquelle il présente Potemkin Lock, installation d'un pavillon national luxembourgeois non-officiel. 

## Biographie et œuvre
Bert Theis est d'abord instituteur avant de devenir artiste , et enseigne notamment dans un village luxembourgeois à forte proportion d'habitants d'origine portugaise, au sein duquel il s'engage pour une meilleure intégration des enfants étrangers dans le système scolaire. 
Il se fait connaître avec son installation du Potemkin Lock à la Biennale de Venise de 1995. Ce simulacre de pavillon luxembourgeois tient son nom du village de Potemkine. L'installation fonctionne comme une sorte de zone à part dans la manifestation, au sein de laquelle l'on peut se reposer, dont le dépouillement ne permet de voir rien d'autre que soi ou les autres. Le petit couloir d'entrée du pavillon accueillait la diffusion d'une création sonore originale réalisée pour l'occasion, Potemkin Lock Venice Rap, dans laquelle on trouve des extraits vocaux de Marcel Duchamp .

## Sélection d'oeuvres
- Installation Stirner Prothesis (2000) au Parc Edmond Klein
- Warburg Spirale (2002) à Strasbourg
- Installation Le vrai artiste ne dit jamais la vérité (2003), au Musée national d'histoire et d'art de la ville de Luxembourg
- Pavillon Safe & Sorry du Pentagone européen (2005) à Bruxelles, puis (2007), place de l'Europe au Kirchberg
- Installation Drifters (2006), au Musée d'art moderne grand-duc Jean de la ville de Luxembourg
- Le Troisième Système (2007) dans le parc du Domaine départemental de Chamarande
- 2551913 (2013) dans le parc de la Butte-du-Chapeau-Rouge à Paris.

## Sélection d'expositions
- 1995 : 46. Biennale de Venise
- 1999 : Galerie Erna Hecey à Luxembourg
- 1997 : Projets de sculpture Münster
- 2002 : 4. Biennale de Gwangju
- 2003 : Galerie Erna Hecey à Luxembourg
- 2007 : 10. Biennale d'Istanbul
- 2007 : Agglomérations au Musée d'art moderne et contemporain (NAMCO) de Genève
- 2008 : Plateformes et Agrégations à la galerie Erna Hécey à Bruxelles
- 2008: Galerie d'art contemporain Federico Bianchi à Lecco
- 2009 : Centro Pecci à Prato
- 2011 : Galerie d'art contemporain Federico Bianchi à Milan
- 2013 : Galerie Erna Hecey à Luxembourg
- 2015 : Parco Arte Vivante à Turin

## Film
- Paul Kieffer (réalisateur) : Bert Theis dans la série Portraits d'artistes

## Littérature
- Conrad, D., 2016. Des concepts au lieu d'être commercialisables. Avec la mort de Bert Theis, le Luxembourg perd l'un de ses artistes contemporains les plus importants. Mot luxembourgeois du 17/18 Septembre 2016, p.21
- Lunghi, E., Vannini E., Raunig G, Bert Theis : building philosophy cultivating utopia, Milan, Mousse publishing, 2019.